# L'ignoranza è forza
L'ignoranza è forza (in inglese "Ignorance is strength") è uno dei tre slogan del Socing che compaiono nel romanzo 1984 (1949) di George Orwell.
Gli slogan sono incisi sulla facciata del Ministero della Verità e vengono alternati all'effigie del Grande Fratello durante le proiezioni dei cinegiornali; sono anche incisi sul verso delle monete da 25 centesimi di dollaro, moneta corrente in Oceania nel 1984.
Essenzialmente questo slogan vuol dire che maggiore è la conoscenza di un individuo, tanto più esso è preda di dubbi e contraddizioni del pensiero. Tanto meno esso sa, quanto più egli sarà in grado di agire secondo i dettami del Partito.
Nella finzione del romanzo di Orwell, il capitolo I del volume di Emmanuel Goldstein Teoria e prassi del collettivismo oligarchico è intitolato L'ignoranza è forza, spiega il funzionamento dello slogan secondo la realtà e l'ideologia del Partito. Secondo Goldstein la forza del Partito che domina Oceania si basa sull'ignoranza nel quale riesce a tenere le masse: i prolet in un'abiezione semi animalesca, i membri del Partito nell'ignoranza auto-inflitta attraverso il bispensiero e i meccanismi di esso detti stopreato e nerobianco, coi quali volontariamente rinunciano ad ogni forma di pensiero critico e si privano d'ogni conoscenza che non sia quella dichiaratamente ordinata dal Partito in quel dato momento.
Il controllo del passato - attraverso la censura assoluta esercitata nel presente immaginario del romanzo - è essenziale per completare lo stato di ignoranza in cui versano gli abitanti dell'Oceania: l'alterazione della memoria del passato è fondamentale per il mantenimento del potere del Socing perché impedisce al presente qualunque confronto coi tempi andati e soprattutto consente di far aderire il passato al dogma dell'infallibilità del Partito. Poiché il Partito non è nella realtà infallibile, si modifica la memoria del passato affinché esso coincida con l'ideologia del Socing. La falsificazione del passato è essenziale alla sopravvivenza del Socing in Oceania come le attività di repressione della psicopolizia.
Come ogni principio del Socing, "L'ignoranza è forza" ha un significato ambiguo che può essere padroneggiato solo da chi è perfettamente inserito nel funzionamento del bispensiero: il potere del Socing infatti si basa ad un tempo sulla negazione della propria fallibilità (e quindi sull'assoluta ignoranza di essa) e dall'altra parte sulla capacità di imparare dai propri errori. La capacità di combinare gli opposti e farli esistere allo stesso tempo in cui li si nega è fondamentale per il Socing e lo si vede in ogni espressione del regime, dagli ossimorici nomi dei ministeri ("Ministero della Pace" che si occupa della guerra, "Ministero della Verità" che si occupa della menzogna sistematica etc.) non solo per una forma di ironia o di sadico compiacimento, ma soprattutto per dimostrare che è possibile affermare i contrari continuamente con un deliberato e continuo esercizio di bispensiero. Questo genera una sorta di "controllata pazzia" che consente al Partito Interno di mantenere il suo potere in eterno, spezzando per sempre la dialettica fra "Alti", "Medi" e "Bassi" che ha rappresentato - secondo Goldstein - la realtà della storia umana fino all'avvento del Socing.